# 加藤小夏
加藤 小夏（かとう こなつ、1999年〈平成11年〉6月26日 - ）は、日本の女優、モデル、ダンサー、マルチタレント。愛称は、こなぴー。
東京都出身。サンミュージックプロダクション所属。

## 人物
- 趣味は、カメラ、ダンス、お肉を食べること[1]。
- 特技は、ダンス（ジャズ、ヒップホップ歴11年）、ソフトテニス[1]。
- 憧れの女優は、綾瀬はるか[5]、中谷美紀[6]、宮﨑あおい[7]。

## 来歴
子供のころからダンスを習う。中学1年生の時、ダンスからの帰りに東京・原宿の竹下通りでスカウトされ、現在の事務所サンミュージックプロダクションに所属した。
雑誌『Pen』で、2018年バズる女性の1人として紹介される。
「宣材美女」としてネットやテレビ局のスタッフなどの間で話題となった。
2018年3月19日、『痛快TV スカッとジャパン』（フジテレビ）で、地上波に初出演し話題になった。
2018年、桂正和原作の『I"s』（BSスカパー! / スカパー!オンデマンド）で、メインヒロインの葦月伊織役を決める700人規模のオーディションを経て、4人目のヒロイン・麻生藍子役に抜てきされ、連続ドラマ初出演を果たす。
2021年3月26日配信開始の『取り立て屋ハニーズ』（ひかりTV）でドラマ初主演（高橋ユウ、掛橋沙耶香（乃木坂46）とのトリプル主演）。
2021年の春夏シーズンから、自身初のアパレルブランド「ForWe」をプロデュース。
2022年、『鎌倉殿の13人』で大河ドラマ初出演。
2023年3月17日、『福岡恋愛白書』18「春のおとなりさん」（九州朝日放送）でテレビドラマ初主演。

## 出演

### 映画
- 高台家の人々（2016年6月4日） - 斉藤純（中学時代） 役
- Ghost Punisher SAKURA（2018年12月2日） - 主演・咲ナナ 役
- 踊ってミタ（2020年3月7日） - ヒロイン・古泉ニナ 役[14]
- 20dB（2020年7月23日） - 主演・和 役[注 1][15]
- おばあさんの皮（2021年5月21日） - 主演・京子 役[16]
- 君たちはまだ長いトンネルの中（2022年6月17日） - 主演・高橋アサミ 役[17]
- 私の知らないあなたについて（2022年12月2日） - 山下真美 役[18]
- 身代わり忠臣蔵（2024年2月9日） - 春凪 役[19]
- コーヒーはホワイトで（2024年2月16日） - 主演・モナコ 役[20]
- BLUE FIGHT 〜蒼き若者たちのブレイキングダウン〜（2025年1月31日）[21] - 玉木由希奈 役

### テレビドラマ
- タクシードライバーの推理日誌39（2016年3月26日、テレビ朝日） - 相良裕子 役[22][23]
- 初めて恋をした日に読む話 第1話 - 第3話・最終話（2019年1月15日 - 29日・3月19日、TBS） - 今井桃 役[24]
- I"s 第11話 - 最終話（2019年4月12日 - 26日、BSスカパー!） - カルテットヒロイン・麻生藍子 役[2]
- カフカの東京絶望日記 第2話（2019年9月20日、MBS） - 篠田翔子 役
- 4分間のマリーゴールド 第1話・最終話（2019年10月11日・12月13日、TBS） - 花屋店員 役
- 世にも奇妙な物語 秋の特別編 「恵美論」（2019年11月9日、フジテレビ） - 保田莉花 役
- エ・キ・ス・ト・ラ!!! 第3話（2020年1月31日、関西テレビ） - 巴 役
- 八王子ゾンビーズ 第7話（2020年2月22日、TOKYO MX1）
- 父と息子の地下アイドル（2020年2月23日、WOWOW） - 阿藤ひらり 役[25]
- 年下彼氏 第2話「ちゃん付けで呼びたくて」（2020年4月12日、ABC・テレビ朝日） - ヒロイン・美雪 役[26]
- メンズ校 第5話・最終話（2020年11月5日・12月24日、テレビ東京） - 神木真奈 役
- 結婚できないにはワケがある。 スピンオフドラマ『まりこの実家へ挨拶編』（2021年6月27日、朝日放送） - 後藤杏奈 役[27]
- 禍話（2021年7月11日、ABC・朝日放送テレビ） - 中野由貴 役
- 月曜プレミア8『再雇用警察官3』（2021年12月13日、テレビ東京） - 沢木杏里 役
- 警視庁・捜査一課長 Season6 第6話（2022年5月19日、テレビ朝日） - 七井路美 役
- 特集ドラマ「二十四の瞳」（2022年8月8日、NHK BSプレミアム / BS4K） - 川本松江 役
- 大河ドラマ 鎌倉殿の13人（2022年9月11日・25日 - 11月27日、NHK） - 千世 役（源実朝の正室）[28]
- 最果てから、徒歩5分 第6話 - 第8話（2022年11月5日 - 19日、BSテレビ東京） - 大森沙良 役[29]
- 福岡恋愛白書18「春のおとなりさん」（2023年3月17日、九州朝日放送） - 主演・山口莉央 役（奥野壮とダブル主演）[13]
- ながたんと青と-いちかの料理帖-（2023年3月24日 - 5月26日、WOWOW） - 市賀 役[30]
- アイゾウ 警視庁・心理分析捜査班「奇跡の親子」（2023年3月29日、フジテレビ） - 小寺翔子 役[31]
- さらば、佳き日（2023年6月12日 - 7月31日、テレビ東京） - 森珠希 役[32]
- 余命1ヶ月って言ったじゃん（2024年3月17日 - 31日、テレビ東京） - ヒロイン・国木田瑞穂 役[33]
- ウイングマン（2024年10月23日 - 12月25日、テレビ東京） - ヒロイン・アオイ 役[34]
- 嘘解きレトリック 最終話（2024年12月16日、フジテレビ） - 青木麗子 役[35]
- ススキノ・インターン〜マーケ学生ユキナの、スナック立て直し記〜（2025年3月22日 - 30日、北海道テレビ放送） - 主演・ユキナ 役[36][37]

### 配信ドラマ
- 取り立て屋ハニーズ（2021年3月26日 - 5月14日、ひかりTV） - 主演・丹羽シズカ 役[注 2][12]
- 君が好き.mp4（2023年5月29日 - 、Abema）- 雅 役
- ミッドナイト（2024年3月6日、Apple Japan YouTubeチャンネル） - ヒロイン・カエデ 役[38]
- 離婚弁護士 スパイダー〜容疑者 美雲飛鳥〜 （2025年3月21日 - 、Hulu） - 大沢紫織 役

### バラエティ
- 痛快TV スカッとジャパン（フジテレビ）
  - 胸キュンスカッと 「卒業アルバムのメッセージ」（2018年3月19日） - ヒロイン・前田蘭 役
  - 胸キュンスカッと 「優等生とダメガール」（2018年5月28日） - ヒロイン・浦井明日華 役
  - ファミリースカッと 「母が携帯をチェックしてくる理由」（2019年5月27日） - 主演・桜井梨音 役
  - 悪女が大反省スカッと 「私たち親友だよね図々しい悪女を成敗！」（2019年11月18日）[注 3]
  - ファミリースカッと 「寡黙な父からのメッセージ」（2020年3月16日） - 村瀬亜希 役
  - 《恐怖！女の職場「イジワル看護師」》「厳しすぎる鬼教官の評価」（2020年8月31日） - 沢村のどか 役
  - ファミリースカッと 「父が要求してきた無理難題」（2020年11月16日）
  - ファミリースカッと 「偉そうで大嫌いだった祖父」（2021年2月1日） - 主演・松山美海 役
  - 《女性が大変身で人生大逆転特集》「陰口を言われ…ダイエットで見返す！」（2021年8月30日）
  - ペットが主役のスカッと話 ウソみたいなホントの話「愛犬がつないでくれた不思議な縁」（2022年2月14日） - 主演・上野優菜 役
- 木村多江の、いまさらですが…（2023年11月27日 - 毎月第4月曜日、NHK Eテレ）- ディレクター 役[39]

### ゲーム
- サイレントヒルf（2025年） - 深水雛子 役[40]

### CM・広告
- ケイ・オプティコム eo光なら「eo光の人」篇（2014年）
- NTT西日本
  - 「父の挑戦 篇」（2015年）
  - 「続・父の挑戦 篇」（2016年） - 遠藤春 役
- センチュリー21・ジャパン 「地元のこと、もっと詳しく！」篇（2015年）
- 大塚製薬
  - ポカリスエット
    - 「エール」篇（2016年）
    - 「踊る始業式」篇（2017年）
    - 「踊る修学旅行」篇（2017年）

  - SOYJOY
    - 「SOY or SOYJOY」篇（2016年）
- ヴァーナル
  - 「親子でヴァーナル」篇（2017年）
  - 「母のザンゲ」篇（2017年）
- バンダイナムコエンターテインメント 「レイヤードストーリーズゼロ」（2017年）
- ホットペッパービューティー 「春」（2018年）
- LINE 「母のLINEが変な件」（2018年）
- 日本赤十字社 「ミラクルヒーローズ」（2018年5月1日 - ）
- 北斗の拳 35周年記念 「嬉しいお父さん篇」/「慌てるお父さん篇」/「泣き虫お父さん篇」（2018年）
- 東京海上日動 挑戦シリーズ 「創立140周年 保険は冒険から生まれた」篇（2019年3月16日 - ）[41]
- LINE NEWS 
  - 「ご協力願えますか」(2019年6月26日-8月8日)-ナビゲーター
  - 「またまた、ご協力願えますか」(2020年5月24日-7月26日)-キャスト
- 西武園ゆうえんち 「ゆうえんちくる？」（2019年）[42]
- DHC×IDOLiSH7タイアップ記念キャンペーン 『ハツコイリズム』（2019年12月2日 - 2020年4月1日） - 里中奈菜 役[43]
- ショットワークスコンビニ 「こんなコンビニバイトありますか？」篇（2019年12月20日 - ）
- 日立ビルシステム 「タッチレスソリューション」篇（2020年9月30日 - ）
- ニコレット 「在宅禁煙委員会」（2020年10月1日 - ）
- 日立ビルシステム 「アーバンエース HF・ミュージアム」篇（2021年9月 - ）
- クレムドアン「ちょっとした時間で」篇（2021年9月 - ）
- 東京ガスネットワーク「ガスメーターの歌」偏（2022年6月 -)
- 資生堂 アネッサ「ドラえもん 未来までずっと、太陽と一緒」（2023年3月 -）
- 岡山トヨペット「交通事故ZEROプロジェクト 横断歩道の恋？」（2023年4月 -）
- スピッツ　アルバム「ひみつスタジオ」（2023年5月 - ）
- スター精密 　「気づかぬうちにスター品質」篇 (2023年12月-)

### モデル
- コナカ 2015 A/W（2015年）
- HOSHIMI PRINT WORKS 表紙（2016年 - ）
- Z会 「高校コース」（2017年）
- トンボ学生服 （2017年・2018年）
- &be（2017年）

### 配信動画
- 水溜りボンド 夏休みスペシャル 「ありえないぐらい綺麗好きな女」（2018年8月25日 - ）

### MV
- 佐咲紗花 「Grand symphony」主演（2017年）[44]
- MAGIC OF LiFE 「朝焼けとからっぽ」（2018年）[45]
- WEAVER 「カーテンコール」（2019年1月31日）[46]
- そらる 「ユーリカ」（2019年3月6日）[47]
- BoA 「スキだよ -MY LOVE-」（2019年3月19日）[48]
- みゆはん 「綺麗になったよ」（2020年4月23日）
- みゆはん 「１年半の僕ら」（2020年4月23日）
- 伶 「宝石 feat. 幾田りら」×360 Reality Audio（2021年11月17日）
- Transistory Project「essence」（2022年2月1日） - 主演・真凛 役[49]
- TAKU INOUE＆春野＆SARUKANI 「ハートビートボックス[50]」MUSIC VIDEO (2024年7月17日)

### CDジャケット
- MAGIC OF LiFE 「FOR YOU」（2018年）[45]
- My Hair is Bad デジタルシングル「love」（2020年)

## 書籍

### デジタル写真集
- PROTO STAR 「加藤小夏vol.1」（2017年11月24日）ASIN B077FXPH2P
- PROTO STAR 「加藤小夏vol.2」（2018年3月23日）ASIN B07BF543VT
- PROTO STAR 「加藤小夏vol.3」（2018年9月7日）ASIN B07GWN6HMX
- PROTO STAR 「加藤小夏vol.4」（2018年12月14日）ASIN B07L2QR6MF

### 写真集
- 二日月（2024年2月2日、東京ニュース通信社）[51]